# 馬千惠
馬千惠（1974年1月21日—），台灣新聞主播，輔仁大學新聞傳播系畢業，曾任東森新聞記者、主播，現任中天新聞台《大新聞大爆卦》主持人、製作人。

## 背景
毕业于輔仁大學新聞傳播系。家族为满洲镶黄旗马佳氏出身。在2010年結束七年婚姻，現單身。

## 經歷
- 東森新聞台記者、主播、主持人
- 東森新聞台《把脈台灣》主持人
- 中天新聞記者、主播
- 中天娛樂台瘋狂大悶鍋主持人（2014年9月14日-12月28日）
- 中天娛樂台大學生冰的啦主持人（2014年9月29日-12月5日）
- 中天亞洲時事求是主持人
- 中天新聞開放新中國製作人
- 2010年台北國際花博會發言人
- 台北市政府花博總部新聞媒體中心主任
- 中天新聞《夜問打權》（2016年10月3日-2017年3月10日）與黃智賢主持
- 中視主頻《兩岸一定旺關鍵2018》主持人（2018年1月1日-11月24日）[7]
- 中視主頻、中視新聞台《決戰九合一開票看中視》主持人（2018年11月24日）
- 中天新聞台《新聞深喉嚨》代班主持人、主持人
- 中天新聞台《新聞龍捲風》主持人（與戴立綱搭檔主持）
- 中天新聞台《大新聞大爆卦》主持人
- 中天新聞台《新聞千里馬》主持人、製作人（2021年1月2日-至今）
- 中天新聞台《9合1大決戰開票倒數特別報導》主持人（2022年11月26日）
- 中天新聞台《2024大選看中天特別報導》主持人（2024年1月13日）

## 現任
- 中天新聞台主播
- 中天新聞台《大新聞大爆卦》主持人
- 中天新聞台《新聞千里馬》主持人、製作人（2021年1月2日-至今）

## 外部連結
- 主播介紹－中天新聞台
- 馬千惠的Facebook專頁
- 馬千惠的Instagram帳戶
- 馬千惠的新浪微博